# Катарина Јокић
Катарина Јокић (Зрењанин, 19. април 1998) је српска професионална тенисерка. Тенисом се бави од своје осме године а тренутно је члан ТК Борац из Бање Луке. Од почетка фебруара 2014. игра под заставом Србије а до тада је наступала за БиХ. На јуниорском Роланд Гаросу 2014. стигла је до 2. кола где је поражена од годину дана старије француске тенисерке Марго Јеролимос са 2:1 (6–2, 5–7, 4–6).

## Каријера
Јуниорским тенисом се бави од своје 13. године а тренутно се налази на 39. мјесту јуниорске листе (2013. завршила на 104. мјесту). Крајем марта 2014. играла је и поражена у свом првом професионалном финалу на ИТФ турниру у Умагу. У априлу 2014. освојила је прву професионалну ИТФ титулу у Шибенику, а седам дана касније и ИТФ турнир у Фиренци гдје је савладала словачку тенисерку Кристину Шмидлову са 2:0 у сетовима (7–6, 6–0). Професионалним тенисом се бави од 2013. и тренутно је на 690. мјесту (крај 2013. год. дочекала на 773.) ВТА листе и спада међу свега неколико тенисерки свог годишта на ВТА листи. Катарина је наступала за репрезентацију БиХ на Европским првенствима (У12, У14, У16), те је била члан тима ТЕ (Tennis Europe) до 14. година.